# Biesenthal

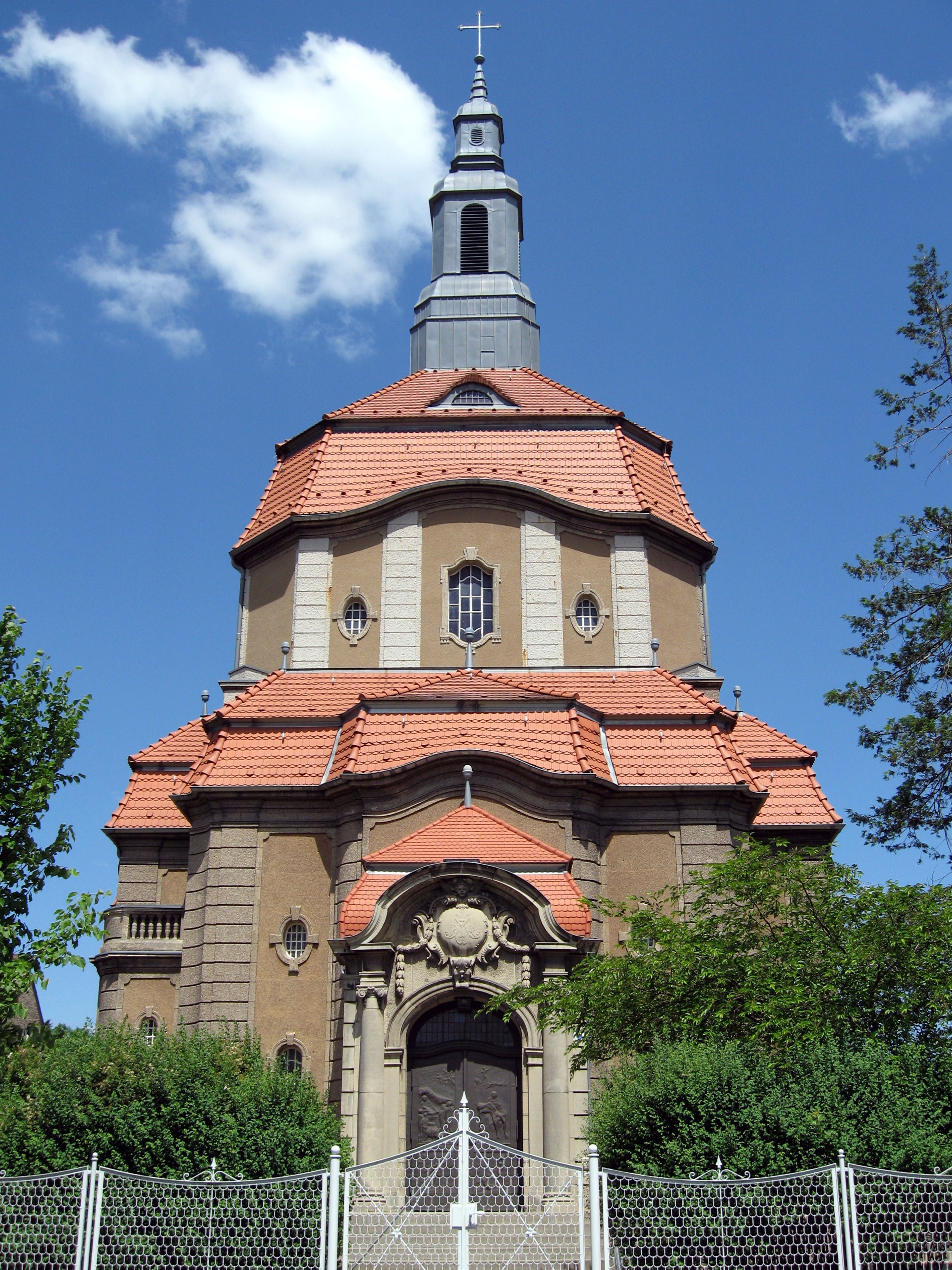
Kościół św. Marii

Biesenthal – miasto w Niemczech, w kraju związkowym Brandenburgia, w powiecie Barnim, siedziba związku gmin Biesenthal-Barnim. Miasto leży 31 km na północ od centrum Berlina. W Biesenthal ma swoją siedzibę firma TZMO Deutschland GmbH, będąca firmą-córką polskiego producenta Toruńskich Zakładów Materiałów Opatrunkowych.
Biesenthal posiada jedną dzielnicę – Danewitz.

## Współpraca międzynarodowa
- Nowy Tomyśl
- Toruń